# Amphipsyche instabilis
Amphipsyche instabilis är en nattsländeart som beskrevs av Douglas E. Kimmins 1963. Amphipsyche instabilis ingår i släktet Amphipsyche och familjen ryssjenattsländor. Inga underarter finns listade i Catalogue of Life.